# Братське кладовище (Київ)
Бра́тське кладови́ще — некрополь у Святошинському районі міста Києва, вулиця Григоровича-Барського, 2А. Виникло у XVIII столітті для поховання мешканців села Братська Борщагівка. Облік поховань ведеться з 2001 року. Закрите для масових поховань, дозволено підпоховання у родинну могилу.
На території кладовища знаходяться братська могила воїнів, що загинули у Німецько-радянській війні та пам'ятний знак жертвам Голодомору.
Братським також називалася частина Лук'янівського кладовища, знесеного після війни. Назву «Братське» також мало кладовище на Звіринці, де ховали воїнів, що загинули під час Першої світової війни (зараз на цьому місці Інститут проблем міцності).